# Malietoa Tanumafili Ier
Malietoa Tanumafili Ier (1879-1939) est le fils de Malietoa Laupepa et Sisavai'i Malupo Niuva'ai. Il succède à son père au titre de tama 'aiga au décès de celui-ci en 1898. Il épouse Momoe Lupeuluiva Meleisea avec qui il a quatre enfants. Il meurt en 1939. Son fils Malietoa Tanumafili II lui succède.